# Eristalinae
Eristalinae, potporodica osolikih muha. 
Ova potporodica ima najširi raspon staništa larvi. One žive u rupama trulih stabala, ispod kore drveta, i raznim organskom materijalu (gnoj, kompost) Većina ličinki su saprofagi ili strvožderi na ostacima kukaca i drugog materijala. Ličinke nekih vrsta hrane se lukovicama biljaka, pa se smatraju vrtnim štetnicima

## Potporodice i rodovi
- potporodica Eristalinae Newman, 1834
  - tribus Brachyopini Williston, 1885
    - podtribus Brachiopina
      - Brachyopa Meigen, 1822
      - Chromocheilosia Hull, 1950
      - Chrysogaster Meigen, 1803
      - Chrysosyrphus Sedman, 1965
      - Cyphipelta Bigot, 1859
      - Hammerschmidtia Schummel, 1834
      - Hemilampra Macquart, 1850
      - Lejogaster Rondani, 1857
      - Lepidomyia Loew, 1864
      - Liochrysogaster Stackelberg, 1924
      - Melanogaster Rondani, 1857
      - Myolepta Newman, 1838
      - Neoplesia Macquart, 1850
      - Orthonevra Macquart, 1829

    - podtribus Spheginina
      - Austroascia Thompson & Marnef, 1977
      - Chamaesphegina Shannon & Aubertin, 1922
      - Neoascia Williston, 1887
      - Sphegina Meigen, 1822

    - Nesvrstani:
    - Cacoceria Hull, 1936
    - Eulejogaster Kassebeer, 1994
    - Riponnensia Maibach, Goeldlin de Tiefenau & Speight, 1994

  - tribus Callicerini Brues & Melander, 1932
    - Callicera Panzer, 1809
    - Notiocheilosia Thompson, 1972

  - tribus Cerioidini Wahlgren, 1909
    - Ceriana Rafinesque, 1815
    - Monoceromyia Shannon, 1922
    - Polybiomyia Shannon, 1925
    - Primocerioides Shannon, 1927
    - Sphiximorpha Rondani, 1850

  - tribus Eristalini Newman, 1834
    - Anasimyia Schiner, 1864
    - Arctosyrphus Frey, 1918
    - Austalis Thompson & Vockeroth in Thompson, 2003
    - Austrophilus Thompson, 2000
    - Axona Stål, 1864
    - Chasmomma Bezzi, 1915
    - Dissoptera Edwards, 1915
    - Dolichogyna Macquart, 1842
    - Eristalinus Rondani, 1845
    - Eristalis Latreille, 1804
    - Habromyia Williston, 1888
    - Helophilus Meigen, 1822
    - Keda Curran, 1931
    - Kertesziomyia Meigen, 1822
    - Lejops Rondani, 1857
    - Lycastrirhyncha Bigot, 1859
    - Mallota Meigen, 1822
    - Meromacroides Curran, 1927
    - Meromacrus Rondani, 1848
    - Mesembrius Rondani, 1857
    - Myathropa Rondani, 1845
    - Palpada Macquart, 1834
    - Pararctophila Hervé-Bazin, 1914
    - Parhelophilus Girschner, 1897
    - Phytomia Guerin-Meneville, 1833
    - Phytomya Guerin-Meneville, 1834
    - Pseudovollucella Shiraki, 1930
    - Quichuana Knab, 1913
    - Senaspis Macquart, 1850
    - Simoides Loew, 1858
    - Vadonimyia Séguy, 1951

  - tribus Merodontini
    - Alipumilio Shannon, 1927
    - Eumerus Meigen, 1822
    - Lyneborgimyia Doczkal & Pape, 2009
    - Merodon Meigen, 1803
    - Platynochaetus Wiedemann, 1830
    - Psilota Meigen, 1822

  - tribus Milesiini Rondani, 1845
    - podtribus Criorhinina
      - Criorhina Meigen, 1822
      - Deineches Walker, 1852
      - Malometasternum Shannon, 1927
      - Matsumyia Shiraki, 1949
      - Sphecomyia Latreille, 1829

    - podtribus Milesiina
      - Milesia Latreille, 1804
      - Spilomyia Meigen, 1803

    - podtribus Philippimyina
      - Blera Billberg, 1820
      - Lejota Rondani, 1857
      - Philippimyia Shannon, 1926

    - podtribus Pterallastina
      - Odyneromyia Shannon & Aubertin, 1833

    - podtribus Temnostomina
      - Pterallastes Loew, 1863
      - Takaomyia Herve-Bazin, 1914
      - Temnostoma Lepeletier & Serville, 1828

    - podtribus Tropidiina
      - Macrozelima Stackelberg, 1930
      - Orthoprosopa Macquart, 1850
      - Rhonotropidia Stackelberg, 1930
      - Syritta Lepeletier & Serville, 1828
      - Tropidia Meigen, 1822

    - podtribus Xylotina
      - Brachypalpoides Hippa, 1978
      - Brachypalpus Macquart, 1834
      - Caliprobola Rondani, 1845
      - Chalcosyrphus Curran, 1925
      - Pocota Lepeletier & Serville, 1828
      - Pseudopocota Mutin & Barkalov, 1995
      - Spheginoides Szilády, 1939
      - Xylota Meigen, 1822

    - Nesvrstani:
    - Calcaretropidia Keiser, 1971
    - Cynorhinella Curran, 1922
    - Flukea Etcheverry, 1966
    - Hadromyia Williston, 1882
    - Hemixylota Shannon & Aubertin, 1933
    - Lycastris Walker, 1857
    - Macrometopia Philippi, 1865
    - Merapioidus Bigot, 1879
    - Meropidia Hippa & Thompson, 1983
    - Nepenthosyrphus Meijere, 1932
    - Palumbia Rondani, 1865
    - Rhinotropidia Stackelberg, 1930
    - Senogaster Macquart, 1834
    - Somula Macquart, 1847
    - Sterphus Philippi, 1865
    - Stilbosoma Philippi, 1865
    - Syrittosyrphus Hull, 1944
    - Teuchocnemis Osten Sacken, 1875
    - Valdiviomyia Vockeroth, 1976

  - tribus Pelecocerini
    - Chamaesyrphus Mik, 1895
    - Pelecocera Meigen, 1822

  - tribus Pipizini
    - Heringia Rondani, 1856
    - Pipiza Fallén, 1810
    - Pipizella Rondani, 1856
    - Cryptopipiza Mutin, 1998
    - Trichopsomyia Williston, 1888
    - Triglyphus Loew, 1840

  - tribus Rhingiini Meigen, 1822
    - Cheilosia Meigen, 1822
    - Ferdinandea Rondani, 1844
    - Hiatomyia Shannon, 1922
    - Ischyroptera Pokorny, 1887
    - Katara Vujić & Radenković, 2019
    - Macropelecocera Stackelberg, 1952
    - Portevinia Goffe, 1944
    - Psarochilosia Stackelberg, 1952
    - Psarus Latreille, 1804
    - Rhingia Scopoli, 1763
    - Fosil:
    - Cheilosialepta Hull, 1945 †

  - tribus Sericomyiini
    - Arctophila Schiner, 1860
    - Conosyrphus Frey, 1915
    - Pseudovolucella Shiraki, 1930
    - Pyritis Hunter, 1897
    - Sericomyia Meigen, 1803

  - tribus Volucellini
    - Apivora Meigen, 1800
    - Copestylum Macquart, 1846
    - Graptomyza Wiedemann, 1820
    - Ornidia Lepeletier & Serville, 1828
    - Volucella Geoffroy, 1762

izvori za rodove